# Juan Bautista de Lavalle y García
Juan Bautista de Lavalle y García (Lima, 3 de julio de 1887-Washington D. C., 2 de julio de 1970) fue un diplomático, jurista y catedrático peruano.

## Biografía
Nacido en el seno de una destacada familia limeña, sus padres fueron José Antonio de Lavalle y Pardo y Rosalía García Delgado, hija del canciller José Antonio García y García, y Rosalía María del Carmen Delgado Muro, perteneciente a la aristocracia norteña del Perú.  Fue hermano del agrónomo José Antonio de Lavalle y del abogado Hernando de Lavalle.
Realizó sus estudios escolares en el Colegio Sagrados Corazones Recoleta, a cuya primera promoción perteneció, y cursó estudios superiores en la Universidad de San Marcos, de la que se graduó de doctor en Jurisprudencia (1911), Ciencias Políticas y Administrativas (1911) y Letras (1913). Vinculado estrechamente a esta universidad, fue presidente de su Centro Universitario (1909), su representante en el II Congreso Interamericano y profesor de su Facultad de Jurisprudencia.
En 1916, se casó con Enriqueta Mendoza y Canaval, con quien no tuvo hijos.
Fue encargado de negocios en la legación peruana de La Paz (1917-1918) y secretario de la legación en París (1919) y la Conferencia de Paz (1919).
Dedicado a actividades académicas y a la abogacía, fue miembro de varias comisiones universitarias y gubernamentales y profesor de Jurisprudencia en San Marcos (1930-1946), además de vocal de la Corte Superior de Lima (1930) y de la Corte Suprema de la República (1946). Ocupó por varios años la gerencia de la azucarera Paramonga S.A.
En 1946, fue designado representante ante la Unión Panamericana, Washington D. C., de cuyo consejo fue presidente en 1948, año en que esta se convirtió en la Organización de Estados Americanos, ante la que representó a su país hasta su muerte, en 1970. En la OEA, fue presidente del Fondo Leo S. Rowe (1948-1963), presidente del Consejo Permanente (1963-1964) y presidente de la comisión especial -"comisión Lavalle"- que estudió las resoluciones del 8.ª Reunión de Punta del Este y elaboró un informe recomendando medidas para evitar el avance del comunismo en América. Paralelamente, fue embajador ante la ONU (1946-1947) y presidente de la delegación peruana para la cuestión de Palestina.
Falleció en Washington D. C. en 1970.
Fue miembro de instituciones académicas y sociales entre ellas la Real Academia Española, la Academia Peruana de la Lengua, el Instituto de Estudios Legistalivos de Roma, el Instituto de Derecho Comparado de París, la Academia de Historia de Argentina, la Sociedad Internacional de Derecho, el Instituto Peruano de Investigaciones Genealógicas, el Club Nacional y el Club Regatas Lima (presidente 1913-1914, 1917-1918 y 1922-1924).

## Publicaciones
- Concepto y aplicaciones del uti-possidetis en el derecho internacional americano. 1909
- La crisis contemporánea de la filosofía del Derecho. 1911
- Francisco Antonio de Zela y el grito de Independencia de Tacna. 1911
- En la paz del hogar: impresiones y estudios. 1912
- La interdicción civil de D. José Clemente Levy. 1915
- El concepto integral del Derecho. 1916
- La educación primaria en la Provincia de Lima. 1916
- Los actos internacionales del Perú-el derecho internacional y los tratados. 1917
- Ignacio Merino, 1817-1917: biografía del pintor. 1917
- La doctrina del arbitraje amplio del Canciller Brum y la tradición internacional del Perú en materia de arbitraje. 1918
- El Perú y la gran guerra. 1919
- Las negociaciones de Berlín y la ruptura de relaciones con el gobierno imperial alemán. 1920
- Luis Felipe Villarán, el maestro, el jurista, el magistrado. 1923
- La renovación del derecho peruano y la función judicial. 1938
- Filosofía del derecho y docencia jurídica. 1939
- Jurisprudencia de la Corte Suprema de Justicia. 1942
- Programa de introducción a las ciencias jurídicas y políticas. 1944

## Árbol genealógico
|  |                                                                        |  |  |  |  |  |  |  |  |  |  |  |  |  |  |  |
|  | 16.José Antonio de Lavalle y Cortés, I conde del Premio Real           |  |  |  |  |  |  |  |  |  |  |  |  |  |  |  |
|  |                                                                        |  |  |  |  |  |  |  |  |  |  |  |  |  |  |  |
|  |                                                                        |  |  |  |  |  |  |  |  |  |  |  |  |  |  |  |
|  | 8. Juan Bautista de Lavalle y Zugasti                                  |  |  |  |  |  |  |  |  |  |  |  |  |  |  |  |
|  |                                                                        |  |  |  |  |  |  |  |  |  |  |  |  |  |  |  |
|  |                                                                        |  |  |  |  |  |  |  |  |  |  |  |  |  |  |  |
|  | 17. Mariana de Zugasti y Ortiz de Foronda                              |  |  |  |  |  |  |  |  |  |  |  |  |  |  |  |
|  |                                                                        |  |  |  |  |  |  |  |  |  |  |  |  |  |  |  |
|  |                                                                        |  |  |  |  |  |  |  |  |  |  |  |  |  |  |  |
|  | 4. José Antonio de Lavalle y Arias de Saavedra                         |  |  |  |  |  |  |  |  |  |  |  |  |  |  |  |
|  |                                                                        |  |  |  |  |  |  |  |  |  |  |  |  |  |  |  |
|  |                                                                        |  |  |  |  |  |  |  |  |  |  |  |  |  |  |  |
|  | 18. Francisco Arias de Saavedra y Santa Cruz, I conde de Casa Saavedra |  |  |  |  |  |  |  |  |  |  |  |  |  |  |  |
|  |                                                                        |  |  |  |  |  |  |  |  |  |  |  |  |  |  |  |
|  |                                                                        |  |  |  |  |  |  |  |  |  |  |  |  |  |  |  |
|  | 9. María Narcisa Arias de Saavedra y Bravo de Castilla                 |  |  |  |  |  |  |  |  |  |  |  |  |  |  |  |
|  |                                                                        |  |  |  |  |  |  |  |  |  |  |  |  |  |  |  |
|  |                                                                        |  |  |  |  |  |  |  |  |  |  |  |  |  |  |  |
|  | 19. Petronila Bravo de Castilla y Bravo de Lagunas                     |  |  |  |  |  |  |  |  |  |  |  |  |  |  |  |
|  |                                                                        |  |  |  |  |  |  |  |  |  |  |  |  |  |  |  |
|  |                                                                        |  |  |  |  |  |  |  |  |  |  |  |  |  |  |  |
|  | 2. José Antonio de Lavalle y Pardo                                     |  |  |  |  |  |  |  |  |  |  |  |  |  |  |  |
|  |                                                                        |  |  |  |  |  |  |  |  |  |  |  |  |  |  |  |
|  |                                                                        |  |  |  |  |  |  |  |  |  |  |  |  |  |  |  |
|  | 20. Manuel José Pardo Rivadeneyra y González Bañón                     |  |  |  |  |  |  |  |  |  |  |  |  |  |  |  |
|  |                                                                        |  |  |  |  |  |  |  |  |  |  |  |  |  |  |  |
|  |                                                                        |  |  |  |  |  |  |  |  |  |  |  |  |  |  |  |
|  | 10. Felipe Pardo y Aliaga                                              |  |  |  |  |  |  |  |  |  |  |  |  |  |  |  |
|  |                                                                        |  |  |  |  |  |  |  |  |  |  |  |  |  |  |  |
|  |                                                                        |  |  |  |  |  |  |  |  |  |  |  |  |  |  |  |
|  | 21. Mariana de Aliaga y Borda                                          |  |  |  |  |  |  |  |  |  |  |  |  |  |  |  |
|  |                                                                        |  |  |  |  |  |  |  |  |  |  |  |  |  |  |  |
|  |                                                                        |  |  |  |  |  |  |  |  |  |  |  |  |  |  |  |
|  | 5. Mariana Pardo y Lavalle                                             |  |  |  |  |  |  |  |  |  |  |  |  |  |  |  |
|  |                                                                        |  |  |  |  |  |  |  |  |  |  |  |  |  |  |  |
|  |                                                                        |  |  |  |  |  |  |  |  |  |  |  |  |  |  |  |
|  | 22. Simón A. de Lavalle y Zugasti, II conde de Premio Real             |  |  |  |  |  |  |  |  |  |  |  |  |  |  |  |
|  |                                                                        |  |  |  |  |  |  |  |  |  |  |  |  |  |  |  |
|  |                                                                        |  |  |  |  |  |  |  |  |  |  |  |  |  |  |  |
|  | 11. Petronila de Lavalle y Cabero                                      |  |  |  |  |  |  |  |  |  |  |  |  |  |  |  |
|  |                                                                        |  |  |  |  |  |  |  |  |  |  |  |  |  |  |  |
|  |                                                                        |  |  |  |  |  |  |  |  |  |  |  |  |  |  |  |
|  | 23. Ysabel Cabero y Salazar                                            |  |  |  |  |  |  |  |  |  |  |  |  |  |  |  |
|  |                                                                        |  |  |  |  |  |  |  |  |  |  |  |  |  |  |  |
|  |                                                                        |  |  |  |  |  |  |  |  |  |  |  |  |  |  |  |
|  | 1. José Antonio de Lavalle y García                                    |  |  |  |  |  |  |  |  |  |  |  |  |  |  |  |
|  |                                                                        |  |  |  |  |  |  |  |  |  |  |  |  |  |  |  |
|  |                                                                        |  |  |  |  |  |  |  |  |  |  |  |  |  |  |  |
|  | 24. Vicente García y Bugueira                                          |  |  |  |  |  |  |  |  |  |  |  |  |  |  |  |
|  |                                                                        |  |  |  |  |  |  |  |  |  |  |  |  |  |  |  |
|  |                                                                        |  |  |  |  |  |  |  |  |  |  |  |  |  |  |  |
|  | 12. José Antonio García y González                                     |  |  |  |  |  |  |  |  |  |  |  |  |  |  |  |
|  |                                                                        |  |  |  |  |  |  |  |  |  |  |  |  |  |  |  |
|  |                                                                        |  |  |  |  |  |  |  |  |  |  |  |  |  |  |  |
|  | 25. Juana González                                                     |  |  |  |  |  |  |  |  |  |  |  |  |  |  |  |
|  |                                                                        |  |  |  |  |  |  |  |  |  |  |  |  |  |  |  |
|  |                                                                        |  |  |  |  |  |  |  |  |  |  |  |  |  |  |  |
|  | 6. José Antonio García y García                                        |  |  |  |  |  |  |  |  |  |  |  |  |  |  |  |
|  |                                                                        |  |  |  |  |  |  |  |  |  |  |  |  |  |  |  |
|  |                                                                        |  |  |  |  |  |  |  |  |  |  |  |  |  |  |  |
|  | 26. José Julián García Monterroso y Varela                             |  |  |  |  |  |  |  |  |  |  |  |  |  |  |  |
|  |                                                                        |  |  |  |  |  |  |  |  |  |  |  |  |  |  |  |
|  |                                                                        |  |  |  |  |  |  |  |  |  |  |  |  |  |  |  |
|  | 13. Josefa García y Urrutia                                            |  |  |  |  |  |  |  |  |  |  |  |  |  |  |  |
|  |                                                                        |  |  |  |  |  |  |  |  |  |  |  |  |  |  |  |
|  |                                                                        |  |  |  |  |  |  |  |  |  |  |  |  |  |  |  |
|  | 27. María Eugenia de Urrutia y Zela                                    |  |  |  |  |  |  |  |  |  |  |  |  |  |  |  |
|  |                                                                        |  |  |  |  |  |  |  |  |  |  |  |  |  |  |  |
|  |                                                                        |  |  |  |  |  |  |  |  |  |  |  |  |  |  |  |
|  | 3. Rosalía García Delgado                                              |  |  |  |  |  |  |  |  |  |  |  |  |  |  |  |
|  |                                                                        |  |  |  |  |  |  |  |  |  |  |  |  |  |  |  |
|  |                                                                        |  |  |  |  |  |  |  |  |  |  |  |  |  |  |  |
|  | 28. José Andrés Delgado y Gardea                                       |  |  |  |  |  |  |  |  |  |  |  |  |  |  |  |
|  |                                                                        |  |  |  |  |  |  |  |  |  |  |  |  |  |  |  |
|  |                                                                        |  |  |  |  |  |  |  |  |  |  |  |  |  |  |  |
|  | 14. Francisco Javier Delgado y Fernández de la Cotera                  |  |  |  |  |  |  |  |  |  |  |  |  |  |  |  |
|  |                                                                        |  |  |  |  |  |  |  |  |  |  |  |  |  |  |  |
|  |                                                                        |  |  |  |  |  |  |  |  |  |  |  |  |  |  |  |
|  | 29. Clara Fernández de la Cotera y Durán                               |  |  |  |  |  |  |  |  |  |  |  |  |  |  |  |
|  |                                                                        |  |  |  |  |  |  |  |  |  |  |  |  |  |  |  |
|  |                                                                        |  |  |  |  |  |  |  |  |  |  |  |  |  |  |  |
|  | 7. Rosalía María del Carmen Delgado Muro                               |  |  |  |  |  |  |  |  |  |  |  |  |  |  |  |
|  |                                                                        |  |  |  |  |  |  |  |  |  |  |  |  |  |  |  |
|  |                                                                        |  |  |  |  |  |  |  |  |  |  |  |  |  |  |  |
|  | 30. Baltazar Muro y Rojas                                              |  |  |  |  |  |  |  |  |  |  |  |  |  |  |  |
|  |                                                                        |  |  |  |  |  |  |  |  |  |  |  |  |  |  |  |
|  |                                                                        |  |  |  |  |  |  |  |  |  |  |  |  |  |  |  |
|  | 15. Tomasa Muro O'Kelly                                                |  |  |  |  |  |  |  |  |  |  |  |  |  |  |  |
|  |                                                                        |  |  |  |  |  |  |  |  |  |  |  |  |  |  |  |
|  |                                                                        |  |  |  |  |  |  |  |  |  |  |  |  |  |  |  |
|  | 31. Mariana O'Kelly e Isasi                                            |  |  |  |  |  |  |  |  |  |  |  |  |  |  |  |
|  |                                                                        |  |  |  |  |  |  |  |  |  |  |  |  |  |  |  |
|  |                                                                        |  |  |  |  |  |  |  |  |  |  |  |  |  |  |  |